# Сирийское демократическое туркменское движение
Сирийское демократическое туркменское движение (тур. Suriye Demokratik Türkmen Hareketi; араб. الحركة التركمانية الديمقراطية‎) — оппозиционное движение сирийских туркмен. Со штаб-квартирой в Стамбуле оно возникло в марте 2012 года в результате раскола на этапе основания Сирийско-туркменского блока, другого крупного движения сирийских туркмен.
Поскольку очередная перегруппировка в декабре 2012 года вернула многих наиболее видных членов Сирийского туркменского блока в Сирийское демократическое туркменское движение, теперь оно сосредоточилось на своём оплоте в провинции Алеппо, где считается, что оно имеет определенное влияние на туркменские части гражданского общества. Однако он сотрудничает с блоком Латакия и Байырбучак в Сирийской туркменской ассамблее.
Движение является членом Сирийского национального совета и представлено в Сирийской национальной коалиции. В военном отношении он связан с алеппским отделением сирийских туркменских бригад Али Башера.

## История
В ноябре 2011 года Сирийская туркменская группа Бекира Атакана, организация видных и находящихся в изгнании сирийских туркмен, и Сирийское туркменское движение Али Озтюркмена, более близкое к улицам и сетям, объединили свои силы, чтобы сформировать Сирийско-туркменский блок. Атакан и Озтюркмен уже были назначены первым председателем соответственно. заместитель председателя. Однако до официального создания Блока 15 февраля 2012 года два лидера ушли, и Атакан сослался на свои неудачные попытки дальнейшего расширения Блока в качестве причины. Объединившись с молодыми сирийскими туркменами, проживающими в Турции, они создали ещё одно формирование — Сирийское демократическое туркменское движение.
Новое Движение было основано 21 марта 2012 года в Стамбуле под эгидой представителей Турецкой исламистской партии Великого единства (ББП), Фронта иракских туркмен и молодёжного отделения «Серые волки» Партии националистического движения. Первый лидер нового движения Абдулкерим Ага подчеркнул их решимость «играть активную роль в сирийской политике», обращаясь при этом ко «всем различным деятелям сирийской оппозиции для достижения демократической и цивилизованной Сирии».
Первое заседание Сирийско-туркменской платформы примирения (ныне Сирийско-туркменская ассамблея) 15 декабря 2012 года привело к ещё одной перегруппировке, когда некоторые из наиболее видных деятелей движения ушли, снова в том числе Атакан, чтобы попытаться ещё раз выдвинуть идею широкой политической партии от имени сирийских туркмен. Хотя в конечном итоге они примирились с Сирийским туркменским блоком, движение решило продолжить, сосредоточив внимание на своём оплоте в Алеппо и назначив Зияда Хасана и Тарика Суло Чевизджи новым председателем и заместителем председателя. Сирийско-туркменский блок, с другой стороны, сосредотачивается на своих опорных пунктах в Латакии и Байырбучаке.

## Позиции
Сирийское демократическое туркменское движение утверждает, что в Сирии проживает 3,5 миллиона туркмен. Однако партия выступает против разделения Сирии, поскольку сирийские туркмены живут рассеянно в различных городах, таких как Алеппо, Хомс, Латакия, Азаз, Джараблус, Ракка, Идлиб, Хама и Дамаск, а распад страны нанесёт серьёзный ущерб интересам туркмен.
В интервью турецкому аналитическому центру ORSAM бывший председатель Зияд Хасан в феврале 2012 года заявил, что основные политические ожидания туркмен, которых он представляет, следующие:
- Процесс разработки конституции с участием туркменской коалиции
- Переход к многопартийной системе
- Признание туркмен в качестве основного компонента Сирии
- Установление турецкого языка в качестве официального языка в районах с сильным туркменским меньшинством
- Курсы турецкого языка в государственных школах и снятие правовых барьеров против обучения на родном языке
- Усиление полномочий органов местного самоуправления
- Процесс устойчивого экономического развития для улучшения экономических условий всего сирийского народа

Хасан выразил сожаление по поводу относительного спокойствия в Алеппо по сравнению с другими регионами страны, объяснив это отсутствием безопасности из-за присутствия различных этнических и религиозных групп, а также столичным образом жизни города. Хотя, по его словам, подавляющее большинство туркмен в Алеппо поддержало восстание, ассирийцы и армяне опасались зарождающегося исламского режима. Он считал курдов главной силой в регионе, находящейся под сильным влиянием РПК, которую, в соответствии с позицией турецкого правительства, он называет «террористической организацией».

## Деятельность

### Дипломатические усилия
Движение представлено в Ассамблее сирийских туркмен, которую оно инициировало как надполитическую партийную структуру для смягчения раскола внутри сирийской туркменской общины. Подчёркивая дипломатические усилия с Турцией и сирийской оппозицией , делегирование 16 представителей в Сирийский национальный совет и 3 туркменских представителей в Сирийскую национальную коалицию.

### Политическая и военная активность
Сообщалось, что на местах движение осуществляло почти всю туркменскую политическую, гражданскую и военную деятельность в Алеппо. Он связан с Али Башером, который командует сирийскими туркменскими бригадами в провинции Алеппо, такими как бригада султана Мехмета Завоевателя, бригада Захира Бейбарса, отряд мученика Али Йылмаза, отряд Сулеймана Шаха, отряд Алпарслан, отряд Йылдырым Беязит и отряд султана Абдул Хамида.